# Дальняя улица (Казань)
Дальняя улица (Дальная улица, тат. Ерак урам, Yıraq uram) — улица в историческом районе Архангельская слобода Приволжского района Казани.

## География
Начинаясь от улицы Хади Такташа, заканчивается пересечением с Ботанической улицей.

## История
Улица возникла путём объединения двух улиц, возникших не позднее начала XX века: 2-й Поперечно-Дальне-Архангельской и 3-й Поперечно-Дальне-Архангельской; в 1914 году постановлением Казанской городской думы улицы были переименованы в Ботанический и Александровский переулки соответственно, однако фактически эти названия не использовались. Новая улица получила название 1-я Дальняя; после того, как прекратила своё существование 2-я Дальняя улица, порядковое числительное из названия улицы было отброшено.
В начале 1930-х годов кварталы № 185 и 186, между которыми проходит улица, были переданы под жилищное строительство городскому отделу коммунального хозяйства и фабрике валяной обуви (квартал № 185) и КазГРЭС (№ 186), однако освоен был только второй.
На 1939 год на улице имелось 2 домовладения: № 1/106 и 3/117. На тот момент улица являлась магистральной, соединяя Архангельскую слободу с улицей Ученче (через неё — с Тукаевской улицей) на противоположном берегу озера Кабан.
Улица была застроена многоэтажными домами во второй половине 1950-х — 1960-х годах.
В первые годы советской власти административно относилась к 4-й части города; после введения в городе деления на административные районы относилась к Бауманскому (до 1935 года), Молотовскому (1935), Молотовскому и Сталинскому (1935—1937), Молотовскому (1937—1942), Свердловскому (1942—1956) и Приволжскому (с 1956 года) районам.

## Примечательные объекты
- № 1/115 — жилой дом речного порта.[19]
- № 2/117 — жилой дом речного порта; в этом дом располагался детский сад № 130, подведомственный речному порту.[20][21]
- № 3 — жилой дом речного порта.[22]
- № 4 — жилой дом мехобъединения.[23]
- № 5 — жилой дом речного порта.[24]
- № 6/8 — жилой дом предприятия п/я 421[тат.].[25]

## Общественный транспорт
Общественный транспорт по улице не ходит; ближайшая остановка общественного транспорта — «Хади Такташа» на пересечении одноимённой улицы с улицей Назарбаева. Ближайшая троллейбусная остановка находится на улице Павлюхина, трамвайная — на Технической улице. Ближайшая станция метро — «Суконная слобода».